# 브라질리안 쇼트헤어
브라질리안 쇼트헤어는 고양이의 한 품종이다. 브라질에서 처음으로 국제적 인정을 받은 고양이 품종이다.

## 설명
브라질리안 쇼트헤어는 민첩성이 뛰어난 중형 고양이이다. 이 품종의 고양이는 샴만큼 날씬하지는 않지만 매끄럽고 우아한 외모로 아메리칸 쇼트헤어와 구별된다. 털은 짧으며 다양한 색상과 패턴이 있다. 눈 사이의 공간은 한쪽 눈의 크기와 그 너비가 같다. 
브라질 최초의 고양이 연맹과 리우데자네이루 최초의 고양이 클럽의 설립자이자 고양이 사육자인 파울루 사무엘 루스키가 브라질의 거리에서 발견되는 특정 고양이를 순종 고양이로 변형시키는 아이디어를 내면서 브라질 쇼트헤어 고양이가 시작되었다. 그는 1500년경 포르투갈인들이 배로 브라질로 데려온 이베리아반도 고양이들에 초점을 맞췄다. 브라질의 북쪽에서 남쪽까지, 브라질의 모든 공원과 거리에서 이 동물을 연구하기 위해 연구위원회가 만들어졌다. 브라질리안 쇼트헤어는 오랜 기간 동안 전통적인 사육업자들이 주도한 실험적인 사육 프로그램 끝에 독일에 본부를 둔 세계 고양이 연맹으로부터 순수종 고양이로 최종 승인을 받았다. 오늘날, 브라질 쇼트헤어는 전 세계의 대회에 참가할 수 있다.

## 외형
그들은 중간 크기의 근육질 몸을 갖는다. 꼬리는 밑부분이 넓지 않으며, 끝이 약간 가늘다. 브라질리안 쇼트헤어는 약간 구부러진 옆모습과 크고 뾰족한 귀, 크고 둥근 눈을 가진다. 눈 색은 털 색깔과 비슷한 색을 띤다. 털은 색이 다양하고, 매우 짧고, 비단 같고, 광택이 나며, 속털이 없다.

## 특성
브라질리안 쇼트헤어는 실내뿐만 아니라 야생에서도 생활하며, 사람과의 접촉을 좋아한다. 그들은 아기 고양이처럼 매우 장난기가 많다. 나이가 들면서도, 꽤 활동적이다.

## 기원
그것의 기원은 브라질의 거리로 거슬러 올라갈 수 있다. 야생 고양이에서 순종 고양이로 바뀐 이후, 이 품종은 극적으로 변화했다. 아메리칸 쇼트헤어, 유럽 쇼트헤어, 아메리칸 큐다 모두 보여주듯이 길고양이에서 개발된 최초의 품종은 아니다.
기원후 1500년, 포르투갈인들이 처음으로 브라질에 도착했을 때, 그들은 설치류로부터 음식을 보호하기 위해 펠리스 이베리아의 고양이들을 데려왔다. 이 고양이들은 브라질 쇼트헤어 순종 고양이 혈통의 근원이다.

## 역사
1980년대까지 브라질 태생의 파울로 사무엘 루시는 브라질 여러 도시의 공원, 정원, 거리에서 달리는 고양이의 유전적, 형태학적 측면을 연구하기로 결정한 후 이 품종에 대한 규칙을 정하기 시작했다. 그는 그 나라가 독특한 고양이들을 가지고 있다는 것을 알아챘지만, 그 길고양이들이 똑같은 외모와 특징을 가지고 있다는 것을 알아챘다. 1998년 세계 고양이 연맹(World Cat Federation)은 브라질에서 유일하게 인정받은 순종 고양이에게 "승인된 품종"이라는 지위를 부여했다.